# ألكسندر أندريسن
ألكسندر أندريسن (بالنرويجية البوكمول: Aleksander Andresen)‏ هو لاعب كرة قدم نرويجي، ولد في 6 أبريل 2005.

## وصلات خارجية
- ألكسندر أندريسن على موقع الاتحاد الأوربي (الإنجليزية)
- ألكسندر أندريسن على موقع اتحاد النرويج (النرويجية)
- ألكسندر أندريسن على موقع قاعدة بيانات كرة القدم.إي يو (الإنجليزية)
- ألكسندر أندريسن على موقع Soccerway.com (الإنجليزية)